# MyAnimeList
MyAnimeList, spesso abbreviato in MAL, è un sito web di social networking basato su anime e manga. Fornisce un ampio database di anime e manga, e inoltre dà agli utenti la possibilità di classificare e votare anime e manga, in modo tale da poter consigliare prodotti simili in base ai gusti degli utenti. Nel 2015, il sito ha registrato 120 milioni di visitatori al mese.

## Storia
Il sito è stato lanciato nel novembre 2004 da Garrett Gyssler, che l'ha posseduto fino al 2008. In origine il sito si chiamava "AnimeList", ma Garret decise di aggiungere il possessivo "My" all'inizio, imitando il social network più importante di quegli anni: Myspace.
Il 4 agosto 2008 CraveOnline, un sito di intrattenimento e lifestyle per uomini, di proprietà di AtomicOnline, ha acquistato MyAnimeList per una somma di denaro non rivelata. Nel 2015, DeNA ha annunciato di aver acquistato MyAnimeList da CraveOnline.
L'8 marzo 2018, MyAnimeList ha aperto un negozio di manga online, in collaborazione con Kodansha Comics e Viz Media, consentendo agli utenti di poter acquistare manga digitalmente dal loro sito web. Il servizio è stato lanciato originariamente in Canada, ma in seguito si è espanso negli Stati Uniti, nel Regno Unito e in molti altri paesi di lingua inglese.
MyAnimeList è diventato inaccessibile per diversi giorni a maggio e a giugno 2018, quando il personale del sito l'ha mandato offline per manutenzione, per via di problemi di sicurezza e privacy. Gli operatori del sito hanno anche disabilitato l'API per le app di terze parti, rendendole inutilizzabili.
MyAnimeList è stata acquisita da Media Do nel gennaio 2019; con il loro acquisto, hanno annunciato l'intenzione di concentrarsi sul marketing e sulla vendita di e-book per rafforzare il sito.
Il 25 settembre 2019, HIDIVE e MyAnimeList hanno annunciato una partnership che incorporerà le classificazioni dei contenuti di MyAnimeList sulla piattaforma di streaming “HIDIVE”, fornendo agli utenti di MyAnimeList una selezione dei contenuti di HIDIVE.

## Caratteristiche
Gli elenchi di MyAnimeList comprendono anime (animazione giapponese), aeni (animazione coreana) e donghua (animazione cinese), ma anche manga (fumetti giapponesi), manwha (fumetti coreani), manhua (fumetti cinesi), così come dōjinshi e light novel. Gli utenti possono inviare recensioni, scrivere consigli, postare nel forum del sito, creare club per unirsi a persone con interessi simili e iscriversi al feed di notizie RSS relative ad anime e manga. 
MyAnimeList organizza anche sfide per spingere gli utenti a completare i propri "elenchi".

### Punteggio
MyAnimeList permette agli utenti di assegnare un punteggio agli anime e manga nella propria lista su una scala da 1 a 10. Questi punteggi vengono quindi aggregati per assegnare un voto a ogni voce nel database. La posizione in classifica di ogni programma viene aggiornata due volte al giorno, utilizzando la seguente formula:{\displaystyle R={\frac {vS+mC}{v+m}}}Dove {\displaystyle v} sta per il numero totale di voti degli utenti, {\displaystyle S} per il punteggio medio degli utenti, {\displaystyle m} per il numero minimo di voti richiesto per ottenere un punteggio calcolato (attualmente 50), e {\displaystyle C} per il punteggio medio dell'intero database anime/manga. Vengono calcolati solo i punteggi in cui un utente ha completato almeno il 20% dell'anime/manga.
Il 12 febbraio 2020, MyAnimeList ha aggiornato il funzionamento del sistema di punteggio in risposta a diversi tentativi di aumentare o ridurre i punteggi di anime e manga creando account finti per valutare le serie.